# الثقب الأزرق (البحر الأحمر)

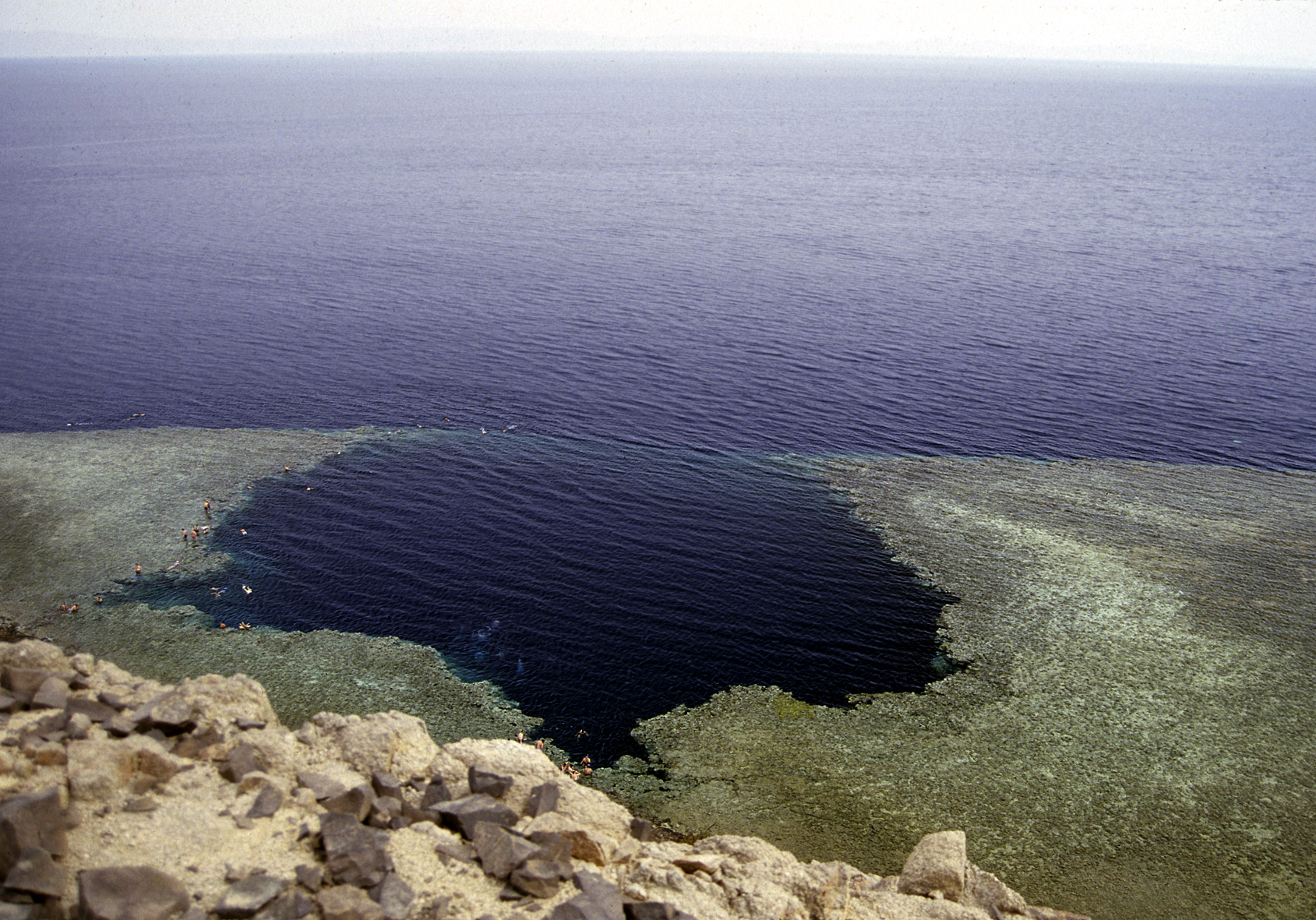
الثقب الأزرق.

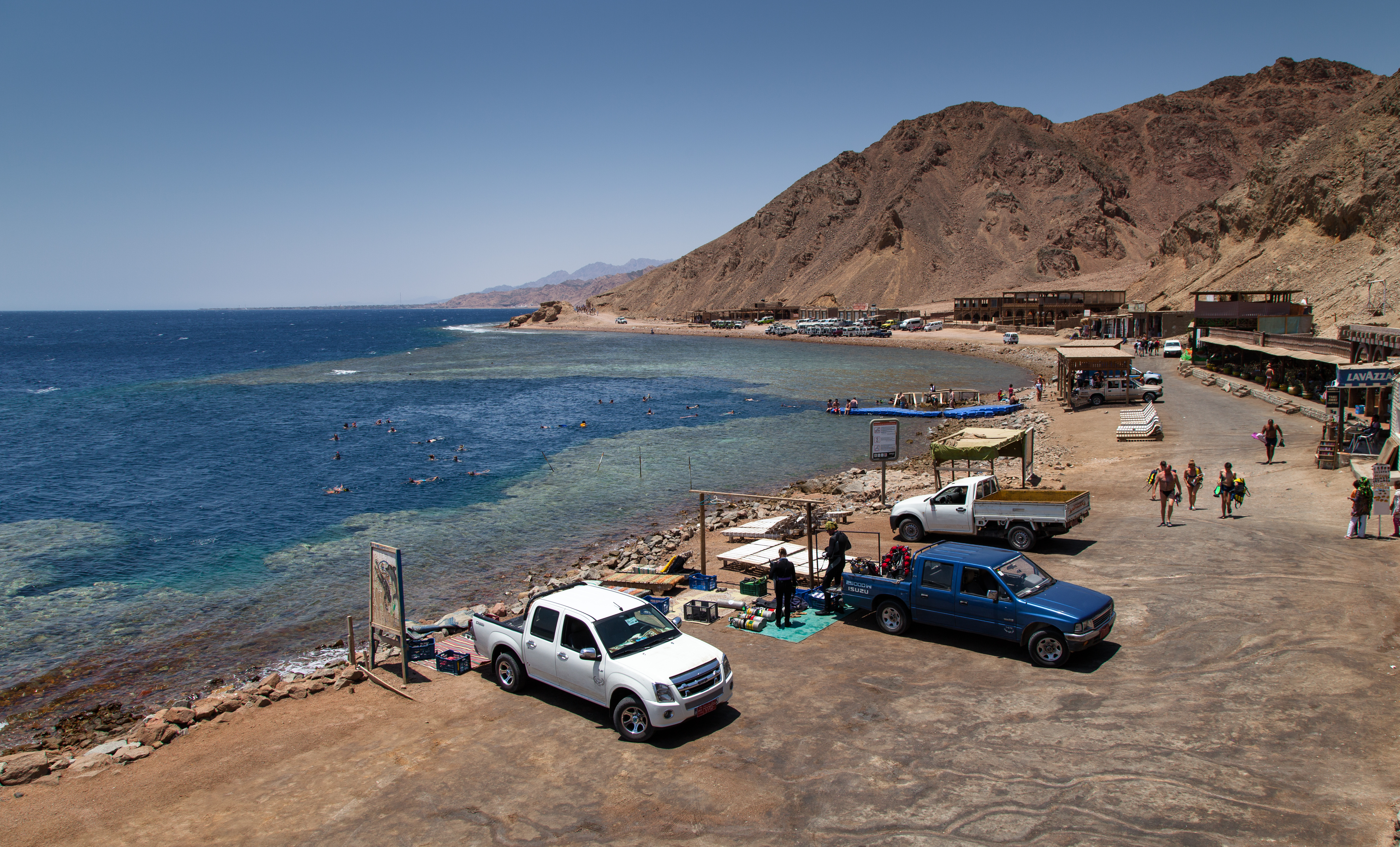

الثقب الأزرق أو بلو هول، هو حفرة غوص على ساحل البحر الأحمر، يقع في شرق سيناء، على بعد بضعة كيلومترات إلى الشمال من دهب، مصر.
يبلغ عمقه حوالي 130 م (462.5 قدم)، مع وجود فتحة ضحلة بعرض حوالي 6 أمتار، والمعروفة باسم «السرج»، وفتحة للخروج إلى البحر، و26 م نفق طويل، والمعروفة باسم «قوس»، وبعمق 56 مترا (184 قدم). المنطقة المحيطة بالثقب بها وفرة من المرجان والشعاب المرجانية والأسماك.
ويجد الغطاسون المحترفون أنفسهم منجذبين بصفة خاصة لمشهد القوس الذي يربط بين الثقب الأزرق والبحر المفتوح بل أن الموقع بأكمله يمثل عجيبة بحد ذاته، فمشاهد تكوينات الضوء والحياة النباتية والحيوانية البحرية تترك في نفس الزائر ذكريات لا تنسى. ويعتبر الثقب الأزرق من أمتع أنشطة الغطس الشاطئية لما تتوفر في هذه البقعة من مشاهد ساحرة حيث يلتقي الجبل مع ماء البحر.
يشير الكثيرون إلى المنطقة باسم آخر وهو «مقبرة الغواصين»، وذلك لما تحتويه من متاهات مميتة بداخلها، الكهف له مظهر خادع حيث يبدو أقل عمقاً مما هو عليه في الحقيقة، لذلك فهو يحتاج إلى تدريب عالي ومعدات مناسبة، ومايجذب الغطاسون بشدة هو ما يطلق عليه «القوس» وهو الذي يربط بين الثقب الأزرق والبحر المفتوح، حيث مشاهد تكوينات الضوء والحياة النباتية والحيوانية البحرية الرائعة، ويعتبر الثقب الأزرق من أمتع أنشطة الغطس الشاطئية لما تتوافر في هذه البقعة من مشاهد ساحرة.